# Nadejda Mandelștam
Nadejda Iakovlevna Mandelștam (în rusă Надежда Яковлевна Мандельштам; n. 30 octombrie 1899, Saratov, Imperiul Rus – d. 29 decembrie 1980, Moscova, RSFS Rusă, URSS) a fost o scriitoare evreică rusă, soția poetului Osip Mandelștam.